# بليك غيوفريون
بليك غيوفريون (بالإنجليزية: Blake Geoffrion)‏ هو لاعب هوكي الجليد أمريكي، ولد في 3 فبراير 1988 في بلانتيشن في الولايات المتحدة.

## وصلات خارجية
- بليك غيوفريون على موقع دوري الهوكي الوطني (الإنجليزية)
- بليك غيوفريون على موقع EliteProspects.com (الإنجليزية)
- بليك غيوفريون على موقع HockeyDB.com (الإنجليزية)
- بليك غيوفريون على موقع Hockey-Reference.com (الإنجليزية)